# Katarzyna Wojan
Katarzyna Wojan (ur. 18 października 1964) – polska językoznawczyni i tłumacz.

## Życiorys
Jest absolwentką Uniwersytetu Gdańskiego, gdzie ukończyła studia magisterskie z zakresu filologii rosyjskiej. Jej praca magisterska była zatytułowana „Skrzydlate słowa” pochodzenia biblijnego w języku polskim, rosyjskim i bułgarskim (analiza porównawcza). W latach 1991–1993 studiowała fennistykę na Uniwersytecie w Turku (Finlandia). W 2008 r. uzyskała doktorat w zakresie językoznawstwa na Uniwersytecie im. Adama Mickiewicza w Poznaniu. Jej rozprawa doktorska nosi tytuł Wspólnota homonimiki języków europejskich (na przykładzie polskiego, rosyjskiego i fińskiego). W 2014 r. uzyskała stopień doktora habilitowanego.
W 2016 r. objęła stanowisko profesora nadzwyczajnego na Uniwersytecie Gdańskim.
Od 2013 r. pełni funkcję redaktora naczelnego rocznika „Studia Rossica Gedanensia”.

## Wybrana twórczość
- Polsko-fiński tezaurus tematyczny (Gdańsk 2012)
- Język fiński w teorii i praktyce (Gdańsk 2016)
- Język, kultura i społeczeństwo Finlandii (Gdańsk 2016)

Przetłumaczyła na język fiński m.in. utwory Pawła Huellego.